# Abderrahmane Bouguermouh
Abderrahmane Bouguermouh (en kabyl Abderreḥman Bugarmuḥ), nacido en Ouzellaguen (wilaya de Béjaïa, Argelia) el 25 de febrero de 1936 y muerto el 3 de febrero de 2013 en Argel,  fue un cineasta argelino.

## Biografía
Su padre era maestro de escuela y su madre "ama de casa". A la edad de 9 años realiza sus estudios secundarios en la ciudad de Sétif, donde fue testigo de los acontecimientos de 1945.
En 1957 conoce a Mouloud Mammeri, quien se convertirá en uno de sus amigos más cercanos. En 1960 integra el IDHEC ("Instituto de Altos Estudios Cinematográficos", Instituto de Cine francés, en París) donde aprende el oficio de director de cine. En esta época, sus inicios profesionales comprenden una serie de emisiones para la RTF (Radiodifusión-Televisión-Francesa).
En 1963 regresa a Argelia para co-fundar el Centro Nacional de Cine Argelino, de donde será exluido en 1964 por sus ideas. En 1965 adapta el texto de Malek Haddad « Como un alma » para un medio-metraje en lengua amazigh. Esta obra es rechazada por la comisión de censura, que dependía entonces del ministerio de la Cultura, porque la película no estaba rodada en lengua árabe. Tras este revés, regresa París con la intención de adaptar la película al idioma francés, pero allí el proyecto fracasa de nuevo, siendo las grabaciones confiscadas y destruidas.
Entre 1965 y 1968 realiza algunos documentales y se acerca de personas militantes por las culturas y lenguas amazig como Mohand Saïd Hanouz, Marguerite Taos Amrouche, Mouloud Mammeri, Mouloud Batouche y Mohand Arab Bessaoud.
En 1973, es el ayudante de dirección de Mohamed Lakhdar Hamina en la película Cronique des années de braise

## Filmografía
- 1965 : Comme une âme (Como un alma) (mediometraje)
- 1967 : La grive
- 1967 : Le souf (documental)
- 1967 : Qhardaïa (documental)
- 1968 : Juegos universitarios magrebíes (documental)
- 1968 : El 8 de mayo de 1945 (documental)
- 1968 : El infierno a los 10 años
- 1978 : Los pájaros del verano (Téléfilm)
- 1980 : Negro y blanco (Téléfilm)
- 1980 : Mirada de la mano (Documental)
- 1987 : Grito de piedra
- 1996 : La Colina olvidada